# Pianosonate nr. 23 (Beethoven)
Pianosonate nr. 23 in f ("Appassionata") van Ludwig van Beethoven, werd gecomponeerd van 1803 tot 1805/06 en uitgegeven te Wenen in 1807. De sonate is opgedragen aan graaf Franz von Brunswick. De bijnaam Appassionata is, zoals bij de meeste werken van Beethoven, niet van de componist zelf.
De sonate bestaat uit drie delen:
1. Allegro assai (ca. 10'): dit eerste deel, in een snelle 12/8-maat, bestaat uit zeer spaarzaam gebruikt thematisch materiaal. De coda is ongebruikelijk lang en bestaat voornamelijk uit arpeggio's die de hele tessituur van de toenmalige piano(forte) innamen. Deze tessituur verklaart ook de keuze voor een f-toonaard: F1 was de laagste noot die op de toenmalige klavieren ter beschikking was.
2. Andante con moto (ca. 5'): Hier krijgen we de voor Beethoven typische variatiereeks te horen. Het thema is een trage, rustige melodie in Des groot, bestaande uit tweemaal acht herhaalde maten. In een eerste variatie blijft de melodie gelijk, maar speelt de linkerhand steeds op de zwakke tijden. In een tweede variatie wordt het thema omspeeld met 16e noten. In variatie 3 worden dit tamelijk vlugge 32e noten, gecombineerd met een dialoog tussen linker- en rechterhand. De vierde variatie herneemt het thema met enkele kleine wijzigingen. Op het einde gaat het over in enkele wervelende septiemakkoorden en leidt zo via een attaca naar het derde deel.
3. Allegro ma non troppo - Presto (ca. 8'): In deze beweging baseert Beethoven zich op een wervelend thema in 16e noten, een beweging die slechts enkele malen onderbroken wordt. Vreemd genoeg instrueert hij hier enkel de tweede helft te herhalen, wat in een sonatevorm erg ongebruikelijk is. In de coda ("presto") introduceert de componist een totaal nieuw, binair, hamerend thema, om in een climax te eindigen.
Deze pianosonate wordt samen met de Waldsteinsonate en Les Adieux tot de grote pianosonates van Beethovens middelste periode gerekend. Het werd zijn meest wervelende pianosonate genoemd, tot later de Hammerklaviersonate zou verschijnen.